# Segundo Gobierno Moreno
El Segundo Gobierno Moreno es el actual Gobierno de la Junta de Andalucía desde julio de 2022. Juanma Moreno fue investido presidente de la Junta de Andalucía por el Parlamento de Andalucía en la sesión de investidura.

## Historia
Después de que el Partido Popular Andaluz consiguiera por primera vez mayoría absoluta en el Parlamento de Andalucía tras las elecciones del 19 de junio de 2022, Juanma Moreno volvió a ser investido presidente de la Junta de Andalucía por el Parlamento. Este anunció la composición de su gobierno el 25 de julio de 2022 en una rueda de prensa en el Palacio de San Telmo.
El gobierno está formado por 13 consejerías en total, dos más que en la legislatura anterior. Sus titulares juraron o prometieron su cargo el 26 de julio de 2022, fecha en la que se celebró el primer Consejo de Gobierno de la legislatura.

## Composición
| ← II Gobierno de Juan Manuel Moreno → 22 de julio de 2022 - presente         |                                                                              |                                                          |                                                                             |  |
|                                                                              | Partido Popular Andaluz                                                      |                                                          |                                                                             |  |
|                                                                              | Independiente                                                                |                                                          |                                                                             |  |
| Presidente de la Junta de Andalucía                                          | Presidente de la Junta de Andalucía                                          |                                                          | Juan Manuel Moreno Bonilla 25 de julio de 2022-                             |  |
| Presidencia, Interior, Diálogo Social y Simplificación Administrativa        | Presidencia, Interior, Diálogo Social y Simplificación Administrativa        |                                                          | Antonio Sanz Cabello 26 de julio de 2022-                                   |  |
| Economía, Hacienda y Fondos Europeos                                         | Economía, Hacienda y Fondos Europeos                                         |                                                          | Carolina España Reina 26 de julio de 2022-                                  |  |
| Desarrollo Educativo y Formación Profesional                                 | Desarrollo Educativo y Formación Profesional                                 |                                                          | Patricia del Pozo Fernández 26 de julio de 2022-29 de julio de 2024         |  |
| Desarrollo Educativo y Formación Profesional                                 | Desarrollo Educativo y Formación Profesional                                 | Carmen Castillo 29 de julio de 2024-                     |                                                                             |  |
| Empleo, Empresa y Trabajo Autónomo                                           | Empleo, Empresa y Trabajo Autónomo                                           |                                                          | Rocío Blanco Eguren 26 de julio de 2022-                                    |  |
| Cultura y Deporte                                                            | Cultura y Deporte                                                            |                                                          | Patricia del Pozo Fernández 29 de julio de 2024-                            |  |
| Salud y Consumo                                                              | Salud y Consumo                                                              |                                                          | Catalina Montserrat García Carrasco 26 de julio de 2022-29 de julio de 2024 |  |
| Salud y Consumo                                                              | Salud y Consumo                                                              | Rocío Hernández Soto 26 de julio de 2022-                |                                                                             |  |
| Agricultura, Pesca, Agua y Desarrollo Rural                                  | Agricultura, Pesca, Agua y Desarrollo Rural                                  |                                                          | Carmen Crespo Díaz 26 de julio de 2022-3 de mayo de 2024                    |  |
| Agricultura, Pesca, Agua y Desarrollo Rural                                  | Agricultura, Pesca, Agua y Desarrollo Rural                                  | Ramón Fernández-Pacheco Monterreal 3 de mayo de 2024-    |                                                                             |  |
| Universidad, Investigación e Innovación                                      | Universidad, Investigación e Innovación                                      |                                                          | José Carlos Gómez Villamandos 26 de julio de 2022-                          |  |
| Turismo, Cultura y Deporte (2022-2024) Turismo y Andalucía Global (2024-)    | Turismo, Cultura y Deporte (2022-2024) Turismo y Andalucía Global (2024-)    |                                                          | Carlos Arturo Bernal Bergua 26 de julio de 2022-                            |  |
| Fomento, Articulación del Territorio y Vivienda                              | Fomento, Articulación del Territorio y Vivienda                              |                                                          | Marifrán Carazo Villalonga 26 de julio de 2022-3 de abril de 2023           |  |
| Fomento, Articulación del Territorio y Vivienda                              | Fomento, Articulación del Territorio y Vivienda                              | Rocío Díaz Jiménez 3 de abril de 2023-                   |                                                                             |  |
| Inclusión Social, Juventud, Familias e Igualdad                              | Inclusión Social, Juventud, Familias e Igualdad                              |                                                          | Loles López Gabarro 26 de julio de 2022-                                    |  |
| Sostenibilidad, Medio Ambiente y Economía Azul                               | Sostenibilidad, Medio Ambiente y Economía Azul                               |                                                          | Ramón Fernández-Pacheco Monterreal 26 de julio de 2022-29 de julio de 2024  |  |
| Sostenibilidad, Medio Ambiente y Economía Azul                               | Sostenibilidad, Medio Ambiente y Economía Azul                               | Catalina Montserrat García Carrasco 29 de julio de 2024- |                                                                             |  |
| Política Industrial y Energía (2022-2023) Industria, Energía y Minas (2023-) | Política Industrial y Energía (2022-2023) Industria, Energía y Minas (2023-) |                                                          | Jorge Paradela Gutiérrez 26 de julio de 2022-                               |  |
| Justicia, Administración Local y Función Pública                             | Justicia, Administración Local y Función Pública                             |                                                          | José Antonio Nieto Ballesteros 26 de julio de 2022-                         |  |
| Portavocía de la Junta de Andalucía                                          |                                                                              |                                                          |                                                                             |  |
| Portavoz                                                                     | Portavoz                                                                     |                                                          | Ramón Fernández-Pacheco Monterreal 26 de julio de 2022-29 de julio de 2024  |  |
| Portavoz                                                                     | Portavoz                                                                     | Carolina España Reina 29 de julio de 2024-               |                                                                             |  |